# Моши
Моши (на английски: Moshi) е град в Танзания с население 184 292 жители по данни от 2012 г. Намира се в района Килиманджаро, в подножието на планината Килиманджаро.
Моши е дом на племената чага и масаи. През града преминава пътят, свързващ град Аруша, Танзания и град Момбаса, Кения. На изток от Моши се намира пътят, който ще свързва Танга и Дар ес Салам.

## Образование
Благодарение на правителството, на местните власти и на църквата тук имае единно основно образование и най-високо ниво на грамотност в района.

## Здравеопазване
Главната болница в Моши обслужва над 11 милиона души. Учреждението е открито през март 1971 г. В града има още няколко по-малки болници, създадени в сегашното и миналото десетилетия.